# Chrissy Teigen
Chrissy Teigen, egentligen Christine Diane Teigen, född 30 november 1985 i Delta, Millard County, Utah, är en amerikansk modell, TV-personlighet, författare och entreprenör. Hon debuterade som modell år 2010 då hon modellade för Sports Illustrateds baddräktssäsong. 
Hon har medverkat i TV-program som FABLife, Lip Sync Battle och Bring the Funny. Hon har även författat två kokböcker.
Teigens mor är från Thailand, medan hennes far är amerikansk med norskt påbrå. 
Hon är sedan den 14 september 2013 gift med John Legend. Tillsammans har de fyra barn.